# نوول، کبک
نوول (به فرانسوی: Nouvelle) شهری در منطقه شهری آوینیون ناحیه گاسپزی-ایل-دو-لا-مادلن در استان کبک کانادا است. در سرشماری سال ۲۰۱۱ این شهر ۱٬۹۴۹ نفر جمعیت داشته‌است و مساحت آن ۲۳۰٫۶۳ کیلومتر مربع است.